# 斜吻蝙蝠魚
斜吻蝙蝠魚，為輻鰭魚綱鮟鱇目棘茄魚亞目棘茄魚科的其中一種，分布於西大西洋佛羅里達海峽及墨西哥灣北部海域，屬底棲性魚類，棲息深度4-388公尺，體長可達16.5分，棲息在沙底質水域，生活習性不明。

## 扩展阅读
維基物種上的相關：斜吻蝙蝠魚